# Karabük (prowincja)
Prowincja Karabük (tur. Karabük ili) – jednostka administracyjna w północnej Turcji (Region Morze Czarne – Karadeniz Bölgesi). W starożytności wchodziła w skład m.in. Paflagonii. W prowincji leży Safranbolu, zabytkowe miasto wpisane na Listę światowego dziedzictwa UNESCO.

## Dystrykty

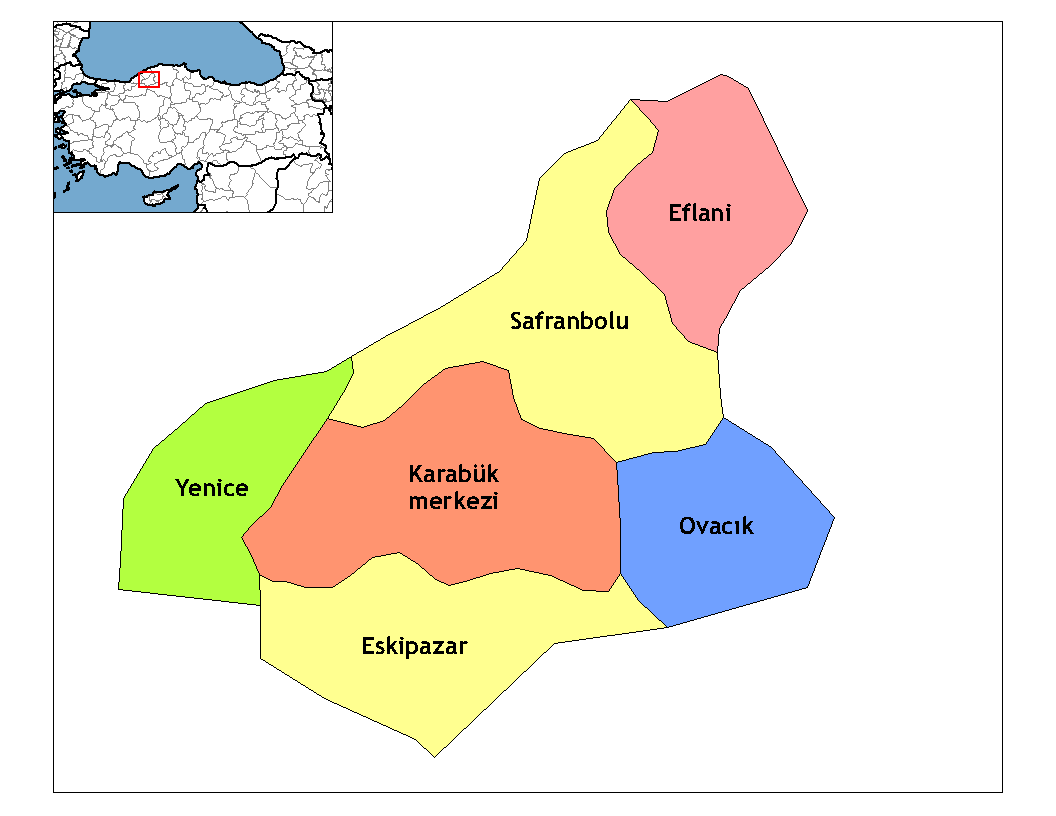
Dystrykty w prowincji Karabük

Prowincja Karabük dzieli się na sześć dystryktów:
- Eflani
- Eskipazar
- Karabük
- Ovacık
- Safranbolu
- Yenice